# Понте Векио (Ивреа)
Пòнте Вèкио, букв. Стар мост (на италиански: Ponte Vecchio; на пиемонтски: Pont Vej) е най-старият мост в град Ивреa, Пиемонт, Северна Италия. Построен е на река Дора Балтеа и първата му конструкция датира от римско време.

## История
Предполага се, че мостът е построен през римско време, където коритото на Дора Балтеа е било по-тясно. Всъщност по време на много проучвания и разкопки, извършени от археолози, са открити римски тухли, доказателство за съществуването на мост от 1 век пр. н. е. В допълнителна подкрепа на хипотезата са очевидните прилики в дизайна между Понте Векио и други мостове от римски произход, разположени нагоре по течението на Дора Балтеа във Вале д'Аоста. По това време мостът е имал само две асиметрични арки на 180°, събиращи се в един стълб, застопорен върху скалата отдолу.

През следващите векове мостът продължава да представлява задължителен проход за онези, които трябва да пресекат реката и да влязат в Ивреа, като по този начин продължава да изпълнява много важна стратегическа функция. Различните наводнения на реката водят на няколко пъти до неговото пропадане и възстановяване. Счита се, че в един момент аркадите са били направени от дърво, въпреки че е разумно да се предположи, че той вече е бил направено от камък и тухли до края на 17 век: това всъщност е изобразено в Theatrum Statuum Sabaudiae от 1669 г. От друга страна изображение от няколко години по-късно, което, потвърждавайки същите характеристики на моста, дори предполага, че той може да е бил покрит.
Мостът е разрушен по време на френската обсада от 1704 г., за да позволи защитата на града. Eдва през 1716 г. Виктор Амадей II Савойски го възстановява, като в същото време разширява коритото на реката, за да позволи по-голямо оттичане на вода в случай на наводнения. Въпреки това ограничената му ширина, само 4 метра, е причината за разширението, поръчано от Карл Феликс Савойски през 1830 г.: в предишното състояние всъщност е невъзможно да се позволи лесен транзит в и извън Ивреа, по това време в икономически възход. Завършената работа обаче не е достатъчна, така че през 1860 г. е открит недалеч втори мост, наречен Новият мост.

## Описание
Мостът е изграден от камък и тухли и има три кръгли арки. Табела, поставена на парапета срещу течението, отбелязва реконструкцията му от херцог Виктор Амадей II Савойски.
| CANAPITIVM PONTEM ROMANORVM OPVS, BELLO DIRVTVM VICTOR AMEDEVS SICILIAE REX REDDITA PACE EXCISIS VTRIMQVE RVPIBVS AMPLIOREM RESTITVEBAT ANNO MDCCXVI | </img> |